# Sandro Altunashvili
Sandro Altunashvili (Tiflis, 19 de mayo de 1997) es un futbolista georgiano que juega en la demarcación de centrocampista para el Wolfsberger AC de la Bundesliga.

## Selección nacional
Tras jugar con las categorías inferiores de la selección, finalmente el 5 de septiembre de 2021 hizo su debut con la selección de Georgia en un partido de clasificación para la Copa Mundial de Fútbol de 2022 contra España que finalizó con un resultado de 4-0 a favor del combinado español tras los goles de José Luis Gayà, Carlos Soler, Ferran Torres y Pablo Sarabia.

### Participaciones en Eurocopas
| Copa          | Sede     | Resultado        | Partidos | Goles |
| ------------- | -------- | ---------------- | -------- | ----- |
| Eurocopa 2024 | Alemania | Octavos de final | 2        | 0     |

## Estadísticas

### Clubes
| Club                 | País    | Año       | Partidos | Goles |
| -------------------- | ------- | --------- | -------- | ----- |
| FC Saburtalo Tbilisi | Georgia | 2014-2021 | 165      | 6     |
| FC Dinamo Batumi     | Georgia | 2021-2023 | 97       | 4     |
| Wolfsberger AC       | Austria | 2023-     | 49       | 1     |

## Palmarés

### Títulos nacionales
| Título               | Club                 | País    | Año  |
| -------------------- | -------------------- | ------- | ---- |
| Erovnuli Liga        | FC Saburtalo Tbilisi | Georgia | 2018 |
| Copa de Georgia      | FC Saburtalo Tbilisi | Georgia | 2019 |
| Supercopa de Georgia | FC Saburtalo Tbilisi | Georgia | 2020 |
| Erovnuli Liga        | FC Dinamo Batumi     | Georgia | 2021 |
| Supercopa de Georgia | FC Dinamo Batumi     | Georgia | 2022 |
| Copa de Austria      | Wolfsberger AC       | Austria | 2025 |